# Encyrtocephalus
Encyrtocephalus is een geslacht van vliesvleugeligen uit de familie Pteromalidae. De wetenschappelijke naam van dit geslacht is voor het eerst geldig gepubliceerd in 1900 door Ashmead.

## Soorten
Het geslacht Encyrtocephalus omvat de volgende soorten:
- Encyrtocephalus albiclava (Girault, 1915)
- Encyrtocephalus albipilum Girault, 1931
- Encyrtocephalus atrativentris Girault, 1931
- Encyrtocephalus bellus (Girault, 1921)
- Encyrtocephalus fasciatus (Girault, 1915)
- Encyrtocephalus gallicola (Ashmead, 1904)
- Encyrtocephalus hyalinus (Girault, 1915)
- Encyrtocephalus io Girault, 1931
- Encyrtocephalus katrina (Girault, 1931)
- Encyrtocephalus mozarti Girault, 1931
- Encyrtocephalus notabilis (Silvestri, 1915)
- Encyrtocephalus ophelia (Girault, 1931)
- Encyrtocephalus simplicipes Ashmead, 1900